# Cockpit (theater)

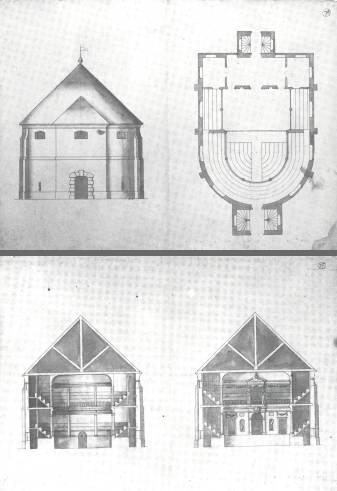
Deze plannen, waarschijnlijk gemaakt rond 1615 tot 1618 door Inigo Jones of zijn leerling John Webb, zijn mogelijk die van het Cockpit Theater.

De Cockpit was een theater in Londen, dat dienstdeed van 1616 tot ongeveer 1665. Het was het eerste theater dat zich op Drury Lane bevond. In 1607 werd het door relschoppers in brand gestoken, maar in 1618 werd het herbouwd, waarna het omgedoopt werd tot The Phoenix, hoewel de oorspronkelijke naam ook in gebruik bleef.

## Geschiedenis
De naam verwijst naar de oorspronkelijke bestemming van het gebouw, dat in 1609 werd neergezet voor hanengevechten. Het was hoogstwaarschijnlijk een rond gebouw met een puntdak, ongeveer 12 meter in diameter. Het werd in 1609 gebouwd onder de supervisie van John Best, "cockmaster" van Frederik Hendrik, prins van Wales, oudste zoon en erfgenaam van koning Jacobus I.
In augustus 1616 verwierf Christopher Beeston het huurcontract voor het gebouw en hij verbouwde het tot een theater. Net als vroegere theaters, zoals The Theatre in Shoreditch en The Globe in Southwark lag het net buiten de jurisdictie van de City of London. Beeston breidde het oorspronkelijke kleine gebouw uit. De bouwwerkzaamheden lokten klachten uit van buren, wat sporen naliet in de juridische dossiers uit die tijd. Het resulterende theater was, volgens een schatting, met zijn 16 meter op 11 meter, "aanmerkelijk kleiner dan de Blackfriars.
Het is niet met zekerheid bekend welke architect de opdracht voor de renovatie kreeg, maar indirect bewijs duidt in de richting van Inigo Jones. Twee prenten getekend door Jones, die het ontwerp van het interieur en exterieur van een theater tonen, zijn overgebleven. John Orrell maakt zich sterk dat dat theater de Cockpit is, hoewel hij daar uiteindelijk geen overtuigend bewijs van kan voorleggen (in 1629 zou Inigo Jones een ander "Cockpit" theater ontwerpen, ditmaal een particulier theater binnen Whitehall, het Cockpit-in-Court of Royal Cockpit genoemd.)
Beeston was van plan de Cockpit te gebruiken als een aanvulling voor het openluchttheater, de Red Bull, destijds de thuishaven van zijn toneelgezelschap, Queen Anne's Men. Er was een winteronderkomen nodig om te kunnen concurreren met het Blackfriars Theatre, dat in het bezit was van een rivaliserend toneelgezelschap, de King's Men. Na een woelige start bewees het gezelschap een succes te zijn in zijn nieuwe locatie. Wickham schrijft dat succes veeleer toe aan de locatie en het comfort van het theater en aan de flair van manager Beeston, dan aan de kwaliteit van de toneelspelers. Met de dood van koningin Anne hield het gezelschap op te bestaan in deze vorm. Van 1619 tot 1622 werd het theater bespeeld door Prince Charles's Men, en vervolgens tot 1624 door Lady Elizabeth's Men.
Tot aan zijn dood in 1638 zou Beeston toezicht houden op verschillende gezelschappen in de Cockpit. Queen Anne's Men speelden er van 1617 tot 1619. Na het overlijden van Anna van Denemarken in 1619 werd dat gezelschap ontbonden. Hun plaats werd van 1619 tot 1622 ingenomen door Prince Charles's Men. Lady Elizabeth's Men vonden er onderdak van 1622 tot 1624, en misschien vanaf 1619 voor sporadische periodes (de twee gezelschappen, Prince Charles's en Lady Elizabeth's waren rond 1615 een tijdje verenigd). Queen Henrietta's Men verbleven lange tijd in de Cockpit, van 1625 tot 1636. Het laatste gezelschap dat nog tijdens het leven van Beeston aan de Cockpit verbonden was, was zijn eigen creatie, de King and Queen's Young Company, gemeenzaam bekend als Beeston's Boys - het laatste gezelschap van jonge mannelijke acteurs uit die periode. Zij zouden in het theater blijven spelen onder leiding van zijn zoon William
Na Christopher Beestons dood in 1638 werd zijn zoon William de bedrijfsleider. Nadat er een stuk was opgevoerd waartegen koning Karel I bezwaar maakte, werd hij vervangen door William Davenant. Alle theaters werden in 1642 gesloten door een Act of Parliament, in het kader van het Commonwealth omdat Oliver Cromwell theaters onzedelijk vond. De Cockpit werd nu gebruikt als schoollokaal, maar er werden nog steeds illegaal stukken gespeeld, tot het gebouw door soldaten van de puriteinen in 1649 werd bestormd. Puriteinse soldaten vielen tijdens een voorstelling het theater binnen en de acteurs werden gevangengezet. William Beeston betaalde in 1651 £ 200 voor herstellingen aan het theater, in de hoop er opnieuw met voorstellingen te kunnen beginnen - maar die hoop bleek een illusie. Aan het eind van de jaren 1650 gaf Cromwell echter aan Davenant toestemming om twee muziekstukken op te laten voeren: The Cruelty of the Spaniards in Peru (1658) en Sir Francis Drake (1659). Deze stukken werden door Cromwell kennelijk niet beschouwd als toneel, omdat het om muziek ging, en ze worden gerekend tot de eerste Engelse opera's.
Na de Engelse Restauratie in 1660 mochten de theaters hun deuren weer openen, toen Karel II Letters Patent verleende aan twee gezelschappen om "gelegitimeerd drama" in Londen uit te voeren: de Duke's Company, onder leiding van Davenant, en de King's Company, onder leiding van Thomas Killigrew. Beide gezelschappen maakten korte tijd gebruik van de theaters van de vorige generatie, waaronder de Cockpit en het Salisbury Court Theatre, maar ze verhuisden al snel naar nieuwere en meer trendy plaatsen - Davenant in 1661 naar een theater in Lincoln's Inn Fields, dat ooit Lisle's Tennis Court was, en Killigrew in 1660 naar Gibbon's Tennis Court in Vere Street. De Cockpit - met John Rhodes als bedrijfsleider - werd in die tijd ook gebruikt door de gezelschappen van John Rhodes en George Jolly. Samuel Pepys schreef in zijn dagboek over verscheidene bezoeken aan het theater tussen 1660 en 1663.
Toen in 1663 de King's Company van Killigrew het Theatre Royal vlak bij Drury Lane opende, kon de Cockpit dus niet concurreren met dit relatief grote, nieuwe theater. Het werd verder verlamd omdat het uitgesloten bleef van het monopolie op "gelegitimeerd drama", toegekend aan de twee gepatenteerde gezelschappen. Er is geen vermelding van enig stuk dat na 1665 in de Cockpit vertoond zou zijn. Het uiteindelijke lot van het gebouw is onbekend. Als gevolg van de concurrentie van het nabijgelegen Theater Drury Lane moest het theater in 1665 de deuren sluiten.
De plaats wordt vandaag ingenomen door het moderne Fortune Theatre.